# Schizotetranychus avetjanae
Schizotetranychus avetjanae är en spindeldjursart som beskrevs av Bagdasarian 1954. Schizotetranychus avetjanae ingår i släktet Schizotetranychus och familjen Tetranychidae. Inga underarter finns listade i Catalogue of Life.